# Jožica, kje si bla
Jožica, kje si bla je peti studijski album Marijana Smodeta iz leta 1986. Izdan je bil pri ZKP RTV Ljubljana. V Sloveniji je z 127.000 izvodi absolutno najbolje prodajan album vseh časov.

## Sodelujoči
- Marijan Smode – glasba, besedilo, aranžma, izvedba
- Braco Doblekar,  – producent
- Grega Forjanič (B3) – producent
- Boris Rošker (B5) – producent
- Dečo Žgur (A3) – producent
- Miro Bevc – tonski mojster, snemalec
- Robi Bevc – tonski mojster, snemalec
- Drago Hribovšek (B5) – tonski mojster, snemalec
- Zoran Ažman (A3) – tonski mojster, snemalec
- Ivo Umek – urednik izdaje
- Jure Robežnik – odgovorni urednik

### Snemanje pesmi
- skladba A3 – posneto v studiu 26 RTV Ljubljana
- skladba B5 – posneto v sinhro studiu TV Ljubljana
- skladbe A1, A2, A4, A5, B1, B2, B3, B4 – posneto v studiu Akademik

## Skladbe z albuma
| A stran | A stran           | A stran       | A stran       | A stran |
| Št.     | Naslov            | Pisec         | Priredba      | Dolžina |
| ------- | ----------------- | ------------- | ------------- | ------- |
| 1.      | „Angelina‟        | Marijan Smode |               | 2:40    |
| 2.      | „Morje tiho šumi‟ | Marijan Smode |               | 2:36    |
| 3.      | „Luči moje vasi‟  | Marijan Smode | Jure Robežnik | 3:30    |
| 4.      | „Obril se bom‟    | Marijan Smode |               | 2:40    |
| 5.      | „Sanjala sva‟     | Marijan Smode |               | 3:35    |

| B stran         | B stran                     | B stran         | B stran           | B stran |
| Št.             | Naslov                      | Pisec           | Priredba          | Dolžina |
| --------------- | --------------------------- | --------------- | ----------------- | ------- |
| 1.              | „Jožica‟                    | Marijan Smode   |                   | 2:57    |
| 2.              | „Cvetka iz 2. A‟            | Marijan Smode   |                   | 2:55    |
| 3.              | „Ne umiraj moj gozd zeleni‟ | Marijan Smode   | Grega Forjanič    | 2:43    |
| 4.              | „Dopust‟                    | Marijan Smode   |                   | 2:46    |
| 5.              | „Macek, macek grdi pacek‟   | Marijan Smode   | Edvard Holnthaner | 2:33    |
| Skupna dolžina: | Skupna dolžina:             | Skupna dolžina: | Skupna dolžina:   | 28:55   |